# Hungría en los Juegos Olímpicos de Lillehammer 1994
Hungría estuvo representada en los Juegos Olímpicos de Lillehammer 1994 por un total de 16 deportistas que compitieron en 5 deportes.  
El portador de la bandera en la ceremonia de apertura fue el esquiador alpino Attila Bónis. El equipo olímpico húngaro no obtuvo ninguna medalla en estos Juegos.